# FX-603P
FX-603Pは、カシオ計算機により1990年より製造されたプログラム電卓で、FX-602Pの後継機種である。ただし、販売されたのは数ヶ国のみで販売出荷台数は少ない。

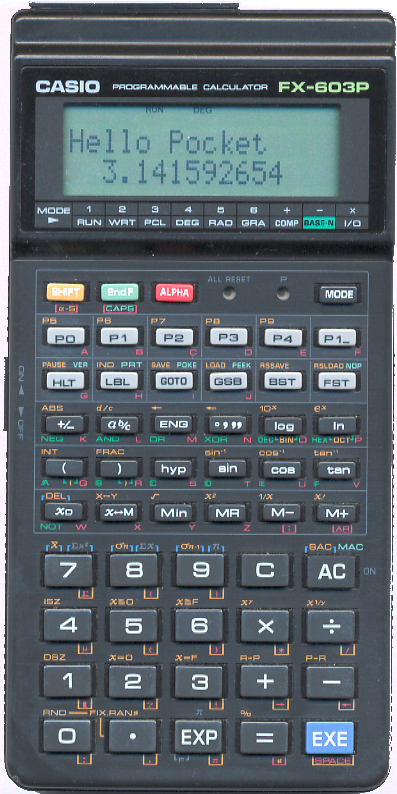
FX-603P

## 表示
表示機能は、メインとなる2列16桁のドットマトリクス液晶表示部、プログラム入力やデバッグ時のステップ表示と20のステータス表示を兼ねる4桁の7セグメント部、からなる。

## プログラミング
プログラムモードは、キーを押した順番を記憶するキーストローク方式であり、実行時にそれを再実行するものである。記憶時、複数のキー押下が一つのプログラムステップとして記憶される。いくつかの機能は2バイトを必要とする。
FX-603Pは、6144のプログラムステップ、110メモリを記憶可能である。プログラムとサブルーチン用として、P0～P19というラベルを利用できる。（これは、FX-602シリーズの2倍である）　それぞれのプログラム、サブルーチンではLBL0～LBL9という最大10個のローカルラベルをジャンプ先や分岐先として利用できる。
メモリアクセスとジャンプにメモリ間接アドレッシングが使え、チューリング完全といえる。
FX-603Pは、FX-602Pの上位互換であり、コンパクトカセットからFX-602Pのプログラム（「音楽」を除く）をロード可能である。

### プログラム例
このプログラムは、2から69の指定した整数の階乗を計算するもので、5の階乗ならば5P0と入力すると120を表示する。アルファベット表示も含めて14バイトのプログラムとなる。
| Key-code      | Comment                                                  |
| ------------- | -------------------------------------------------------- |
| P0            | P0でプログラムを起動させる                               |
| ALPHA#!=ALPHA | 1列目に "n!=" と表示。結果は2列目に表示される            |
| Min0          | レジスタ00に値を入力                                     |
| 1             | 1から開始                                                |
| LBL0          | ループ用ラベル                                           |
| *             | 乗算                                                     |
| MR0           | レジスタ00の値を呼び出し                                 |
| DSZ GOTO0     | レジスタ00の値から1を引き、0になるまでLBL0にジャンプする |
| =             | 終了。n! の計算結果が表示される                          |

## インターフェイス
FX-603Pは、Casio FX-850P/FX-880Pシリーズ用のFA-6インターフェイスを使用できる。このインターフェイスは、カンサスシティスタンダードコンパクトカセット、セントロニクスプリンタポート、RS-232Cシリアルポートの各インターフェイスを有する。